# Otto Sittig
Otto Sittig (ur. 7 września 1886 w Pradze, zm. w październiku 1944 w Auschwitz) – austriacki lekarz psychiatra i neurolog, profesor nadzwyczajny neurologii i psychiatrii Uniwersytetu Karola w Pradze.

## Życiorys
Syn Heinricha Sittiga (1842–1923) i Mathilde Epstein (1861–1906). Studiował medycynę na Uniwersytecie w Pradze, tytuł doktora medycyny otrzymał w 1910 roku. Specjalizował się w psychiatrii i neurologii pod kierunkiem Arnolda Picka i Ottona Pötzla. Podczas I wojny światowej praktykował jako neurolog w twierdzy Przemyśl. Otrzymał Krzyż Zasługi Cywilnej oraz Krzyż Wojskowy Karola. W 1919 roku habilitował się, w 1931 został profesorem nadzwyczajnym.
Był autorem około 80 prac naukowych. Tłumaczył na niemiecki prace Johna Hughlingsa Jacksona.